# 弗拉基米尔·戈沃罗夫
弗拉基米尔·列昂尼多维奇·戈沃罗夫（俄語：Владимир Леонидович Говоров，1924年10月18日—2006年8月13日），苏联军事领导人，1977年晋升大将。1984年任苏联国防部副部长。

## 生平
1924年生于敖德萨，是列昂尼德·亚历山德罗维奇·戈沃罗夫的长子（1944年晋升苏联元帅）。
1942年6月参加苏联红军，1943年毕业于梁赞炮兵学校速成班。同年赴苏德战争前线，历任列宁格勒方面军、波罗的海沿岸第2方面军任排长、炮兵连长。参加列寧格勒圍城戰。
1946年至1949年在伏龙芝军事学院深造，毕业后任波罗的海沿岸军区（驻加里宁格勒州切尔尼亚霍夫斯克）第11集团军某机械化步兵团副团长。1952年（一说1953年）升任团长。1955年9月，升任第11集团军某机械化步兵师参谋长。1958年9月，任苏军驻德集群近卫第8集团军近卫摩托化步兵第57师师长（驻图林根）。1961年6月入总参军事学院进修。1963年9月毕业后，任苏军驻德集群近卫坦克第2集团军参谋长兼第一副司令，1967年7月升任司令。1969年5月，任苏军驻德集群第一副总司令。1971年6月，任波罗的海沿岸军区司令。1972年7月，任莫斯科军区司令。1977年10月28日授大将军衔。
1980年11月，任苏联远东军队总指挥，负责后贝加尔军区、远东军区、太平洋舰队和驻蒙古人民共和国第41集团军，并组织协调蒙古、越南、老挝、柬埔寨部队统一行动和联合军事演习。1984年6月，任苏联国防部副部长兼国防部总监。同年10月17日六十周岁生日前夕获蘇聯英雄荣誉称号。1986年1月，访问科威特，向其介绍一些苏联新式武器。1986年8月，任苏联国防部副部长兼民防司令，指挥切尔诺贝利核事故应急救难等行动，这些工作为日后俄羅斯聯邦緊急情況部的建立奠定基础。1991年8月不再任民防司令。1992年1月苏联解体后退役。
戈沃罗夫是苏联共产党中央委员会候补委员（1976年－1981年）、中央委员会委员（1981年－1990年），第八至十一届苏联最高苏维埃代表（1972年－1989年），苏联人民代表大会代表（1989年－1991年）。
2006年8月13日逝世。葬于新圣女公墓。

## 社会活动
1994年7月，任全俄老战士社会组织委员会（2001年改称全俄老战士委员会）主席。负责维护退伍军人权益，并加强对青年的爱国主义教育。2004年10月，他退伍后的这些工作获得俄罗斯联邦总统弗拉基米尔·普京的亲自感谢。
1995年5月9日，担任纪念第二次世界大战50周年“胜利日”红场老战士受阅队伍指挥。
2005年9月3日，戈沃罗夫受邀参加中国人民抗日战争暨世界反法西斯战争胜利60周年招待会，与胡锦涛等领导人见面。8日，出席俄罗斯联邦驻华大使馆中国东北战场抗日中俄老战士会晤活动并致辞。

## 军衔
- 少将（1961年5月6日）
- 中将（1967年12月25日）
- 上将（1970年4月29日）
- 大将（1977年10月28日）